# Moe, Estland
Moe är en ort i Estland. Den ligger i Tapa kommun och landskapet Lääne-Virumaa, i den centrala delen av landet, 70 km öster om huvudstaden Tallinn. Antalet invånare är 262.